# ジャパモン
『ジャパモン』は、2012年10月7日から 2017年3月26日まで TOKYO FMをキーステーションにJFN系列で放送されていたラジオ番組である。
ゆうちょ銀行の一社提供で、番組の正式名称は『日本郵政グループ ゆうちょ presents ジャパモン』となっている。

## 番組概要
全国47都道府県のいい者・いい物を発見し、それぞれの土地や人にエールを送る番組である。毎週、一つの都道府県を取り上げ、地域にまつわる話題やご当地グルメなどを各地域の出身者とともに紹介している。
パーソナリティは放送作家の小山薫堂。番組開始当初は、アシスタントにAKB48（放送時点）の梅田彩佳が出演していたため、サブタイトルには梅田の所属グループ名のAKB48にちなみ「〜JPN47〜」（日本の英語の略称と47都道府県が語呂合わせとなっている）が付けられていた。梅田の出演が2012年12月で終了したことにより、2013年1月の放送からサブタイトルが外されると同時に、新たにゆうちょ銀行の一社提供となった。

## パーソナリティ
放送終了時の出演者
- 小山薫堂（番組内では「ジャパモン所長」）
- 柴田玲（2013年1月6日 - 2017年3月26日、番組内では小山の「秘書」の扱い）

過去の出演者
- 梅田彩佳（AKB48、2012年10月7日 - 2012年12月30日）

## 放送時間
| 放送地域       | 放送局            | 放送時間           | 備考       |
| -------------- | ----------------- | ------------------ | ---------- |
| 東京都         | TOKYO FM          | 日曜 13:00 - 13:55 | 制作局     |
| 北海道         | AIR-G'            | 日曜 13:00 - 13:55 | 同時ネット |
| 青森県         | AFB               | 日曜 13:00 - 13:55 | 同時ネット |
| 岩手県         | FM IWATE          | 日曜 13:00 - 13:55 | 同時ネット |
| 宮城県         | Date fm           | 日曜 13:00 - 13:55 | 同時ネット |
| 秋田県         | AFM               | 日曜 13:00 - 13:55 | 同時ネット |
| 山形県         | Rhythm Station    | 日曜 13:00 - 13:55 | 同時ネット |
| 福島県         | ふくしまFM        | 日曜 13:00 - 13:55 | 同時ネット |
| 栃木県         | RADIO BERRY       | 日曜 13:00 - 13:55 | 同時ネット |
| 新潟県         | FM-NIIGATA        | 日曜 13:00 - 13:55 | 同時ネット |
| 長野県         | FM長野            | 日曜 13:00 - 13:55 | 同時ネット |
| 富山県         | FMとやま          | 日曜 13:00 - 13:55 | 同時ネット |
| 石川県         | HELLO FIVE        | 日曜 13:00 - 13:55 | 同時ネット |
| 福井県         | FM FUKUI          | 日曜 13:00 - 13:55 | 同時ネット |
| 静岡県         | K-mix             | 日曜 13:00 - 13:55 | 同時ネット |
| 愛知県         | ＠FM              | 日曜 13:00 - 13:55 | 同時ネット |
| 岐阜県         | FM GIFU           | 日曜 13:00 - 13:55 | 同時ネット |
| 三重県         | RADIO CUBE FM三重 | 日曜 13:00 - 13:55 | 同時ネット |
| 滋賀県         | e-radio           | 日曜 13:00 - 13:55 | 同時ネット |
| 大阪府         | FM OSAKA          | 日曜 13:00 - 13:55 | 同時ネット |
| 兵庫県         | Kiss FM KOBE      | 日曜 13:00 - 13:55 | 同時ネット |
| 鳥取県・島根県 | V-air             | 日曜 13:00 - 13:55 | 同時ネット |
| 岡山県         | FM岡山            | 日曜 13:00 - 13:55 | 同時ネット |
| 広島県         | HFM               | 日曜 13:00 - 13:55 | 同時ネット |
| 山口県         | FMY               | 日曜 13:00 - 13:55 | 同時ネット |
| 徳島県         | FM徳島            | 日曜 13:00 - 13:55 | 同時ネット |
| 香川県         | FM香川            | 日曜 13:00 - 13:55 | 同時ネット |
| 愛媛県         | JOEU-FM           | 日曜 13:00 - 13:55 | 同時ネット |
| 高知県         | Hi-Six            | 日曜 13:00 - 13:55 | 同時ネット |
| 福岡県         | FM FUKUOKA        | 日曜 13:00 - 13:55 | 同時ネット |
| 佐賀県         | FMS               | 日曜 13:00 - 13:55 | 同時ネット |
| 長崎県         | FM Nagasaki       | 日曜 13:00 - 13:55 | 同時ネット |
| 熊本県         | FMK               | 日曜 13:00 - 13:55 | 同時ネット |
| 大分県         | Air-Radio FM88    | 日曜 13:00 - 13:55 | 同時ネット |
| 宮崎県         | JOY FM            | 日曜 13:00 - 13:55 | 同時ネット |
| 鹿児島県       | μFM               | 日曜 13:00 - 13:55 | 同時ネット |
| 沖縄県         | FM沖縄            | 日曜 13:00 - 13:55 | 同時ネット |
| 群馬県         | FMぐんま          | 日曜 8:00 - 8:55   | 先行ネット |

## コーナー
ご当地ジャパモン
ゲストを迎え、その地元では常識となっている情報をリサーチする。
ジャパリエ
ゲストの趣味や嗜好などからゲストにぴったりの都道府県を提案するコーナー。